# 日高・小松の天使になれるもん☆
『日高・小松の天使になれるもん☆』（ひだかこまつの てんしになれるもん）は、マリン・エンタテインメントで2011年12月3日から2012年12月28日まで放送されたインターネットラジオ番組である。

## 放送期間
- 2011年12月3日 - 2011年12月31日
- 2012年3月16日 - 2012年12月28日

## 出演者
パーソナリティ
- 日高里菜
- 小松未可子

ゲスト
- #0（2011年12月3日）安野希世乃
- #2 佐倉綾音
- #3 内田真礼
- #4 高森奈津美

## 書籍
- Voice Angel（竹書房、2011年12月9日）